# Dengbêj
Els dengbêj són cantadors o recitadors d'històries, o poetes-cantors, kurds, dipositaris de les tradicions i de la llengua kurda. El seu repertori està constituït per cants, transmesos oralment, d'esdeveniments històrics o èpico-llegendaris.
La figura dels dengbêj és comparable en part a la dels aedes de l'antiga Grècia o a la dels bards celtes. El cant dels dengbêj va acompanyat a vegades per instruments de vent com el blur i el düdük. Els textos dels dengbêj varen ser recopilats entre la fi del segle xix i principis del segle xx pels etnògrafs alemanys Oskar Mann i Albert Socin.